# 圣穆理思圣殿 (皮内罗洛)
圣穆理思圣殿（Basilica di San Maurizio）位于意大利皮埃蒙特大区都灵广域市皮内罗洛，是一座罗马天主教宗座圣殿，主保圣人是圣穆理思。该堂在1078年已见于文献记载，1470年重建、1897年修复。其钟楼为1336年的罗曼式建筑，堂内还保存15世纪壁画“耶稣升天”和“圣母圣诞”。
2002年6月27日，该堂升格为宗座圣殿。